# ジャン・レノ
ジャン・レノ（Jean Reno、本名：ホアン・モレーノ・イ・エレーラ＝ジメネス（Juan Moreno y Herrera-Jiménez）、1948年7月30日 – ）は、フランスの俳優。

## 経歴

### 出自
モロッコ・カサブランカ生まれ。両親はスペイン・アンダルシア州出身で、フランコ政権を嫌い国外へ逃れていた。家族でフランス・メトロポリテーヌへ移住したのは1960年である。フランスでルネ・シモン設立の演劇学校に通った。

### 業績
リュック・ベッソン監督の多くの映画に出演。同監督の『グラン・ブルー』（1988年）と『レオン』（1994年）は彼に大きな成功をもたらした。ブレイク後、ハリウッドの仕事が急増、『フレンチ・キス』（1995年）でメグ・ライアンとケビン・クラインと共演、『ミッション:インポッシブル』（1996年）でトム・クルーズと、『RONIN』（1998年）でロバート・デ・ニーロと共演し、以降もハリウッド、フランス両方の作品に積極的に出演し続けている。

### 私生活
1977年にGenevieveと結婚し2児をもうけるが1995年に離婚。1996年にNathalie Dyszkiewiczと再婚し2児をもうけるが2001年に離婚。2006年7月29日に女優のゾフィア・ボルッカと再婚した。2009年と2011年に息子が生まれている。
2003年に市民名誉賞を授与された。
丸縁のメガネを愛用しており　自身でメガネのデザイン（ジャン・レノ アイウェア）を立ち上げている。

## 主な出演作品

### 映画
| 公開年 | 邦題 原題 | 役名                           | 備考                                               | 吹き替え                                                                                    |
| ------ | --- | ------------------------------ | -------------------------------------------------- | ------------------------------------------------------------------------------------------- |
| 1982   | サン・スーシの女 La passante du Sans-Souci                                                                           |                                |                                                    | 田原アルノ                                                                                  |
| 1983   | 最後の戦い Le Dernier Combat                                                                                         | 乱暴な男                       |                                                    | （吹き替え版なし）                                                                          |
| 1984   | 真夜中のミラージュ Notre histoire                                                                                    | 隣人                           |                                                    | （吹き替え版なし）                                                                          |
| 1985   | サブウェイ Subway | ドラマー                       |                                                    | （吹き替え版なし）                                                                          |
| 1985   | フレンチ・ノアール/真実と裏切りの掟 Strictement personnel                                                            | Detective Villechaize          |                                                    | （吹き替え版なし）                                                                          |
| 1986   | I LOVE YOU I Love You                                                                                                |                                |                                                    | （吹き替え版なし）                                                                          |
| 1988   | グラン・ブルー Le Grand Bleu                                                                                         | エンゾ・モリナーリ             |                                                    | 屋良有作（テレビ朝日版） 壤晴彦（テレビ東京版）                                             |
| 1990   | ニキータ Nikita | ヴィクトル                     |                                                    | 小関一（ソフト版） 麦人（日本テレビ版）                                                     |
| 1991   | グラン・マスクの男 L'Homme au masque d'or                                                                            | ヴィクトール・ガエタノ         |                                                    | （吹き替え版なし）                                                                          |
| 1991   | オペレーション L'opération Corned-Beef                                                                               | シャーク                       |                                                    | 山野史人                                                                                    |
| 1992   | パリの大泥棒 Loulou Graffiti                                                                                         | Pique la Lune                  |                                                    | 玄田哲章                                                                                    |
| 1993   | おかしなおかしな訪問者 Les Visiteurs                                                                                 | ゴッドフロア                   |                                                    | 肥後克広                                                                                    |
| 1993   | フライト・フロム・ジャスティス Flight from Justice                                                                   | チャーリー・バート             | テレビ映画                                         |                                                                                             |
| 1993   | 奇跡の旅 Homeward Bound The Incredible Journey                                                                       | シャドウ                       | フランス語吹替                                     | 神山卓三                                                                                    |
| 1994   | レオン Leon | レオン                         |                                                    | 大塚明夫（ソフト版） 大塚明夫（完全版旧録） 大塚明夫（完全版新録） 菅生隆之（テレビ朝日版） |
| 1994   | ライオン・キング The Lion King                                                                                       | ムファサ                       | アニメ映画 フランス語吹替                          | 大和田伸也                                                                                  |
| 1995   | ボクサー 最後の挑戦 Lee truffes                                                                                      | パトリック                     |                                                    | 大塚明夫                                                                                    |
| 1995   | フレンチ・キス French Kiss                                                                                           | Inspector Jean-Paul Cardon     |                                                    | 大友龍三郎（ソフト版） ブラザートム（日本テレビ版）                                         |
| 1995   | 愛のめぐりあい Par del les nuages/Al di la delle nuvole                                                              | カルロ                         |                                                    | 土師孝也                                                                                    |
| 1996   | ミッション:インポッシブル Mission:Impossible                                                                         | フランツ                       |                                                    | 池田勝（ソフト版） 大塚明夫（フジテレビ版） 佐々木勝彦（テレビ朝日版）                      |
| 1996   | ジャガー Le Jaguar                                                                                                   | ジャン                         |                                                    | 磯部勉                                                                                      |
| 1997   | ロザンナのために Roseanna's Grave                                                                                    | マルセロ                       |                                                    |                                                                                             |
| 1997   | 奥サマは魔女〜魔王の陰謀〜 Un amour de sorciere                                                                      | モロク・エドラマレク           |                                                    | 大塚明夫                                                                                    |
| 1997   | フィフス・エレメント The Fifth Element                                                                               | ミスター・シャドー             | 声のみの出演                                       | TBA                                                                                         |
| 1998   | ビジター Les couloirs du temps: Les visiteurs 2                                                                      | ゴッドフロア                   |                                                    | TBA                                                                                         |
| 1998   | GODZILLA Godzilla | フィリップ・ローシェ           |                                                    | 菅生隆之（ソフト版） 銀河万丈（日本テレビ版）                                               |
| 1998   | RONIN Ronin | ヴィンセント                   |                                                    | 金尾哲夫（ソフト版） 谷口節（フジテレビ版） 中田譲治（テレビ朝日版）                        |
| 1999   | 紅の豚 | ポルコ・ロッソ                 | アニメ映画 フランス語吹替                          | 森山周一郎                                                                                  |
| 2000   | クリムゾン・リバー The Crimson Rivers                                                                                | ピエール・ニーマンス警視       |                                                    | 菅生隆之（ソフト版） 菅生隆之（フジテレビ版）                                               |
| 2000   | アルマーニ Giorgio Armani: A Man for All Seasons                                                                     | 本人                           | ドキュメンタリー                                   |                                                                                             |
| 2001   | マイ・ラブリー・フィアンセ Just Visiting                                                                             | ティボールト                   |                                                    | 菅生隆之                                                                                    |
| 2001   | WASABI | ユベール                       |                                                    | 大塚明夫（ソフト版） 菅生隆之（テレビ東京版）                                               |
| 2001   | アトランティス 失われた帝国 Atlantis: The Lost Empire                                                                | ヴィニー・サントリーニ         | アニメ映画 フランス語吹替                          | 内藤剛志                                                                                    |
| 2002   | ローラーボール Rollerball                                                                                            | アレクシス・ペトロヴィッチ     |                                                    | 石塚運昇（VHS版） 菅生隆之（テレビ東京版）                                                  |
| 2002   | シェフと素顔と、おいしい時間 Décalage horaire                                                                        | フェリックス                   |                                                    | 磯部勉                                                                                      |
| 2003   | ルビー&カンタン Tais-toi!                                                                                            | ルビー                         |                                                    | 手塚秀彰                                                                                    |
| 2004   | クリムゾン・リバー2 黙示録の天使たち Les rivières pourpres II - Les anges de l'apocalypse                            | ピエール・ニーマンス警視       |                                                    | 菅生隆之                                                                                    |
| 2004   | ホテル・ルワンダ Hotel Rwanda                                                                                        | テレンス社長                   | クレジットなし                                     | 大塚明夫                                                                                    |
| 2004   | コルシカン・ファイル L'enquête Corse                                                                                 | アンジェ・レオーニ             |                                                    | 菅生隆之                                                                                    |
| 2005   | エンパイア・オブ・ザ・ウルフ L'Empire des loups                                                                      | ジャン＝ピエール・シフェール   |                                                    | 菅生隆之                                                                                    |
| 2005   | 人生は、奇跡の詩 La tigre e la neve                                                                                  | フアド                         |                                                    | 菅生隆之                                                                                    |
| 2006   | ピンクパンサー The Pink Panther                                                                                      | ジルベール・ポントン           |                                                    | 菅生隆之                                                                                    |
| 2006   | ダ・ヴィンチ・コード The Da Vinci Code                                                                               | ベズ・ファーシュ               |                                                    | 菅生隆之（劇場公開版） 石塚運昇（フジテレビ版）                                             |
| 2006   | フライボーイズ Flyboys                                                                                               | ジョルジュ・セノール           |                                                    | 菅生隆之                                                                                    |
| 2006   | マウス・タウン ロディとリタの大冒険 Flushed Away                                                                     | ル・カエール                   | アニメ、声の出演                                   | 辻親八                                                                                      |
| 2008   | ライヤーゲーム Ca$h                                                                                                  | マキシム                       |                                                    | （吹き替え版なし）                                                                          |
| 2009   | ピンクパンサー2 The Pink Panther 2                                                                                   | ジルベール・ポントン           |                                                    | 菅生隆之                                                                                    |
| 2009   | インサイドゲーム Le premier cercle                                                                                   | マイロ                         |                                                    |                                                                                             |
| 2009   | 南の島のリゾート式恋愛セラピー Couples Retreat                                                                       | マルセル                       |                                                    | 龍波しゅういち（ソフト版） 銀河万丈（VOD版）                                                |
| 2009   | アーマード 武装地帯 Armored                                                                                          | クイン                         |                                                    | 菅生隆之                                                                                    |
| 2010   | 黄色い星の子供たち La rafle                                                                                          | ダヴィッド・シェインバウム医師 |                                                    |                                                                                             |
| 2010   | バレッツ L'immortel                                                                                                  | シャルリ                       |                                                    | 菅生隆之                                                                                    |
| 2011   | マーガレット Margaret                                                                                                | ラモン                         |                                                    | （吹き替え版なし）                                                                          |
| 2012   | シェフ! 〜三ツ星レストランの舞台裏へようこそ〜 Comme un chef                                                         | アレクサンドル・ラガルド       |                                                    | 菅生隆之                                                                                    |
| 2012   | バーニング・クロス Alex Cross                                                                                        | ジル・メルシエ                 |                                                    | 菅生隆之                                                                                    |
| 2014   | プロヴァンスの休日 Avis de mistral                                                                                   | ポール                         | 日本公開は2017年7月                                | （吹き替え版なし）                                                                          |
| 2014   | しあわせはどこにある Hector and the Search for Happiness                                                             | ディエゴ                       |                                                    | 山本格                                                                                      |
| 2015   | ザ・スクワッド Antigang                                                                                              | セルジュ                       | 日本公開は2017年1月                                | 菅生隆之                                                                                    |
| 2016   | THE PROMISE/君への誓い The Promise                                                                                   | フルネ提督                     |                                                    | （吹き替え版なし）                                                                          |
| 2017   | グレート・アドベンチャー 俠盜聯盟                                                                                    | ピエール                       |                                                    | 菅生隆之                                                                                    |
| 2019   | ラスト・バレット Cold Blood Legacy                                                                                   | ヘンリー                       |                                                    | 菅生隆之                                                                                    |
| 2019   | セブン・ラビリンス 少女ポリーナと七つの迷宮 Поліна і таємниця кіностудії （Polina and the mystery of a film studio） | ホログラムの男性               | WOWOW放映時のタイトルは『少女ポリーナと7つの迷宮』 |                                                                                             |
| 2019   | ライオン・キング The Lion King                                                                                       | ムファサ                       | フランス語吹替                                     | 江口洋介                                                                                    |
| 2020   | アーニャは、きっと来る Waiting for Anya                                                                              | アンリ                         |                                                    | （吹き替え版なし）                                                                          |
| 2020   | ザ・ファイブ・ブラッズ Da 5 Bloods                                                                                   | デローシュ                     | Netflixオリジナル映画                              | 土師孝也                                                                                    |
| 2020   | レッド・グラビティ Le Dernier Voyage                                                                                 | アンリ・W・R                   |                                                    |                                                                                             |
| 2020   | ドアマン The Doorman                                                                                                 | ヴィクトル・デュボワ           |                                                    | 菅生隆之                                                                                    |
| 2020   | ローグ・シティ Bronx                                                                                                 | アンジュ・レオネッティ         |                                                    | （吹き替え版なし）                                                                          |
| 2023   | ダイ・ハート Die Hart: The Movie                                                                                     | クロード・ヴァン・デ・ヴェルデ | Amazonオリジナル                                   | 菅生隆之                                                                                    |
| 2024   | Lift/リフト Lift | ヨルゲンセン                   | Netflixオリジナル映画                              | 菅生隆之                                                                                    |
| 2024   | ルー・ガルー: 人狼を探せ! Loups-garous                                                                               | ギルバート・ヴァシエ           | Netflixオリジナル映画                              | 菅生隆之                                                                                    |

### ドラマ
| 公開年 | 邦題 原題                                                             | 役名                                 | 備考                 | 吹き替え |
| ------ | --------------------------------------------------------------------- | ------------------------------------ | -------------------- | -------- |
| 2013   | 刑事ジョー パリ犯罪捜査班 Jo                                          | ジョアシャン“ジョー”・サン＝クレール | ドラマ初主演         | 菅生隆之 |
| 2022   | そしてサラは殺された ¿Quién mató a Sara?                              | レイナルド・ゴメス                   |                      |          |
| 2022   | 伝えたかった、アイラブユー Toutes ces choses qu'on ne s'est pas dites | ミシェル・ソレル/アンドロイド        |                      |          |
| 2022   | お嬢様は謎解きがお好き Un asunto privado                              | ヘクトル                             | Amazonオリジナル作品 | 菅生隆之 |

### CM
- 宝酒造　プラニパ
- キリン・シーグラム　ウィスキーHIPS（1991年）。
- 本田技研工業「オルティア」のテレビコマーシャルに出演（1996年〜）。
- R.J.レイノルズ・タバコ・カンパニー「プレミア (たばこ)」のテレビコマーシャルに出演（1997年）。
- UCC 「BREAK」のCMに出演。地獄の閻魔大王役を演じている（1999年）。
- トヨタ自動車「アルファード」のテレビコマーシャルに出演（2002年～2007年）。
- フンドーキン醤油のシリーズTVCM「ジャン・レノ氏の3日間の恋」に出演（2000年）。
- 東京建物のBrilliaタワー東京のテレビコマーシャルでは、浴衣を着て下町で暮らす姿が放映された（2005年）。
- 2011年より再びトヨタ自動車の企業CMに出演。CMは漫画『ドラえもん』の20年後を実写化しており、ジャンは青いスーツを着用し、ドラえもんを演じている。野比のび太役は妻夫木聡。翌2012年、新型クラウンのテレビコマーシャルに引き続きドラえもん役で出演。ティザー編では、ビートたけし演じる豊臣秀吉の最期を見届けたドラえもんがタイムマシンで日本の歴史を、現代にビートたけしとして生まれ変わった秀吉が歴代クラウンの歴史を振り返るという内容になっている。「猫の役をやってくれ」と頼まれた当初は「どうやって猫を演じることができるんだ、絶対に演じられない」と思ったが、後にドラえもんのキャラクターを理解しなりきることができるようになったことをインタビューで明かしている[11][12]。
- サントリー オランジーナ(2015年）TORA役の リチャード・ギアと共演。
- マルハン（2019年）

### その他
- 2004年、カプコンが製作したPlayStation 2用ゲームソフト『鬼武者3』において、主人公・ジャック・ブランのモデルに起用される。また、声優としてキャラクターの声とモーションキャプチャーも担当した。
- 『GODZILLA』に出演した縁で、本家ゴジラの最終作である『ゴジラ FINAL WARS』の出演オファーを受けていた（結局、出演はしなかった）[要出典]。
- 映画の公開や自らのプロデュースする香水の日本での発売などのために事あるごとに来日を果たしており、『笑っていいとも!』などのバラエティ番組にも積極的に出演。同番組出演時には「むかつく」を表現するゲームで「ゆですぎたパスタ」と答え、場内を盛り上げた。

## 日本語吹き替え
主に担当しているのは、以下の二人である。
菅生隆之
『レオン』（テレビ朝日版）で初担当。以降、『クリムゾン・リバー』を筆頭に、大半の作品で担当しており、レノの専属（フィックス）として定着している。
大塚明夫
『レオン』（オリジナル版）で初担当。菅生の次に多く吹き替えており、主に初期の作品を担当した。
このほかにも、銀河万丈、磯部勉、土師孝也、石塚運昇なども複数回、声を当てている。

## 受賞歴
- Giraldillo de Oro賞（セビリア映画祭、2007年）[14]